# Saint-Vincent-Jalmoutiers
Saint-Vincent-Jalmoutiers é uma comuna francesa na região administrativa da Nova Aquitânia, no departamento Dordonha. Estende-se por uma área de 15,93 km². Em 2010 a comuna tinha 254 habitantes (densidade: 15,9 hab./km²).